# Janet Shearer
Janet Lee Shearer (conocida como Jan Shearer; Dunedin, 17 de julio de 1958) es una deportista neozelandesa que compitió en vela en la clase 470. Está casada con el regatista Murray Jones.
Participó en tres Juegos Olímpicos de Verano, entre los años 1988 y 1996, obteniendo una medalla de plata en Barcelona 1992, en la clase 470 (junto con Leslie Egnot). Ganó una medalla de plata en el Campeonato Mundial de 470 de 1989.
Estudió el máster de Gestión Deportiva en la Universidad Massey.

## Palmarés internacional
| \| Juegos Olímpicos \| Juegos Olímpicos \| Juegos Olímpicos \| Juegos Olímpicos \| \| Año \| Lugar \| Medalla \| Clase \| \| ------------------ \| ------------------ \| ---------------- \| ---------------- \| \| 1992 \| Barcelona (España) \| Medalla de plata \| 470 \| \| Campeonato Mundial \| \| \| \| \| Año \| Lugar \| Medalla \| Clase \| \| 1989 \| Tsu (Japón) \| Medalla de plata \| 470 \| |                    |                  |       |
| Juegos Olímpicos |                    |                  |       |
| Año | Lugar              | Medalla          | Clase |
| 1992 | Barcelona (España) | Medalla de plata | 470   |
| Campeonato Mundial |                    |                  |       |
| Año | Lugar              | Medalla          | Clase |
| 1989 | Tsu (Japón)        | Medalla de plata | 470   |